# 第百三十九国立銀行
第百三十九国立銀行（だいひゃくさんじゅうくこくりつぎんこう）は、1879年（明治12年）7月3日に新潟県中頸城郡高田町（高田市→現：上越市）において開業した国立銀行。
1898年（明治31年）1月1日に普通銀行の株式会社 百三十九銀行（ひゃくさんじゅうくぎんこう）に改組し、1943年（昭和18年）3月29日に営業譲渡する形で第四銀行に買収されるまで、上越の高田地域を代表する銀行であった。

## 沿革

### 国立銀行時代
明治時代初期の国立銀行は、1876年（明治9年）8月の国立銀行条例改正により兌換義務の廃止や紙幣発行の緩和が認められると日本各地で設立が相次ぎ、最終的には153行が誕生するに至った。第百三十九国立銀行もその一つとして発足し、百三十九銀行への改組を経て第四銀行へ統合されるまで、高田地域の金融業界を主導し続けた。
1876年8月、国立銀行条例改正と同時期に行われた秩禄処分により、旧高田藩士1,704人には総額71万1,670円の、旧椎谷藩士34人には総額1万5,330円の金禄公債が交付されたが、これらをもとに旧高田藩士の庄田直道をはじめとした旧高田・椎谷両藩の士族や保阪貞吉（戸野目村）・笠原克太郎（潟町村）など地主ら十数人が、10万円を拠出して国立銀行の設置を計画した。なお、創立に際しては最後の高田藩主であった榊原政敬も資本金に500円寄付している。1878年（明治11年）11月20日に政府から「第百三十九国立銀行」として設立許可が下りて紙幣8万円の発行が認められ、翌1879年2月26日に開業免状が下付され、7月3日に呉服町の森繁右衛門の別邸を借用して本店を置き、営業開始した。当初は頭取以下役員のほとんどが旧高田藩士であり、同行の設立目的は士族授産や金禄公債の保全だったとみられるが、役員は頭取と支配人を除き1882年（明治15年）までに士族層が取締役からすべて退き、代わりに刈羽郡や中頸城郡の大地主が就任するようになった。1886年（明治19年）上期の営業活動の内容は、高田や直江津の町人からの零細預金を地主へ貸し出すことが主であり、それ以外では官公金の取り扱いや砂糖・塩の被仕向けが多かったが、すでに預貸金高において士族の分は1割に満たなくなっていた。
開業した1879年12月には柏崎町（現：柏崎市）に、1882年12月には直江津町（直江津市→現：上越市）にそれぞれ支店が開設されたが、当時の柏崎は活発な商業活動に加えて石油産業が発展しており、直江津は海陸交通の要衝地であったことから両支店の経営は良好であった。資本金は創立時10万円だったのが、1883年（明治16年）までには35万円までに増加した。株主も1879年末には440人だったのが、支店開設による営業地盤拡大を受けて刈羽郡や中頸城郡の地主や商人を新たに株主に迎えることとなり、1884年末には883人と倍増した。同年ころの第百三十九国立銀行は、下越の第四国立銀行、中越の第六十九国立銀行と並んで新潟県を三分する中心的金融機関であった。

### 普通銀行時代
第百三十九国立銀行は1899年（明治32年）2月25日が営業満期日であったが、国立銀行営業満期前特別処分法に基づき、その前の1897年（明治30年）9月22日に普通銀行へ転換して営業継続する認可を受け、翌1898年1月1日に「株式会社百三十九銀行」へ改組した。その際、倍額増資が行われ資本金は70万円となり、さらに1900年（明治33年）には100万円、1907年（明治40年）には200万円に達した。同時期の人事異動の結果、頭取や専務の役職にも士族に代わり地主が就くようになった。
明治時代末期から大正時代初期にかけての不況下、1907年に第13師団の高田町への誘致が実現すると同町の商工業は活性化したが、周辺地域の銀行や東京の銀行が支店や代理店を多数設置したことで上越の諸銀行の経営は苦境に陥り、百三十九銀行は資本金を1912年（明治45年）に100万円に減額し、1916年（大正5年）下半期には配当率を7%から5%に引き下げた。しかし、高田へ進出した銀行はいずれも短期間で撤退し、また、第一次世界大戦による好況もあって百三十九銀行の経営はやがて回復し、支店を各地に開いたほか、同時期には、上越地方の鉄道網整備により近代産業が興るにつれて商工業者との取引や公金の取り扱いが増加し、地主偏重経営から脱するようになった。
1913年（大正2年）には第13師団が満州へ渡ったことから横浜正金銀行の在満支店とコルレス契約を結び、為替網も拡げた。続いて、1924年（大正13年）7月18日には直江津商業銀行と高田商業銀行、1929年（昭和4年）12月には新井銀行、1930年（昭和5年）11月15日には柿崎銀行をそれぞれ合併し、1931年（昭和6年）12月に越後銀行を買収した結果、百三十九銀行の営業基盤は上越全域に拡大するに至った。

### 第四銀行への合併
第二次世界大戦中の戦時体制下で大蔵省が進めた一県一行主義政策では、新潟県内の銀行は第四銀行への合併・統合が指示されたが、明治初期の国立銀行以来の歴史を持ち、地元に本店を置く百三十九銀行が合併で失われることは死活問題であるとの声が高田市民の中から上がり、1942年（昭和17年）の春から合併反対運動が展開された。高田市会議員や同行役員が大蔵省や在京の有力者らに銀行を存続させるよう陳情・依頼を再三にわたり行ったほか、整理対象から外れるために柏崎銀行と合併して資本増強をはかろうとする動きもあったが、百三十九銀行は結局、1943年3月29日に新潟銀行・柏崎銀行・安塚銀行・能生銀行とともに第四銀行へ統合することが決定し、65年の歴史に幕を下ろした。なお、合併に際しては、第四銀行より283万3,383円の譲り渡し代金と75万円ののれん料が支払われた。

## 経営規模
第四銀行との合併前、1942年12月時点での主要勘定は以下の通り。
- 預金 - 3,560万6,644円
- 貸出 - 702万7,269円
- 有価証券 - 2,826万8,712円
- 資本金 - 340万円
- 諸積立金 - 87万円
- 当期利益金 - 51万5,296円

## 人事

### 歴代頭取
- 初代：川上直本 - 旧高田藩士、設立計画段階で選任されたが、開業前の1879年5月に東頚城郡長に就いたため辞任[3][5]。
- 2代：牧村九八郎 - 旧高田藩士、1880年（明治13年）2月に辞任[3][5]。
- 3代：上野貞輝 - 旧高田藩士、1900年6月に辞任[3][5][8]。
- 4代：根岸巌 - 旧高田藩士、1910年（明治43年）7月に死去[8][9]。
- 5代：太田孫次右衛門 - 地主、選任後1年程度で辞任、以後頭取職を置かない時期が続く[8]。
- 6代：石黒大次郎 - 地主、1928年（昭和3年）1月から第四銀行への合併まで務め、合併後は第四銀行取締役に就任[8][26]。

### 設立当初の役員
第百三十九国立銀行として発足して間もない1880年上期の取締役（頭取を除く）は以下の通り。
- 根岸巌 - 後の4代頭取、支配人を兼務。
- 青木明武 - 旧高田藩士。
- 蒔田弥太郎 - 旧高田藩士。
- 福永弥平 - 旧高田藩大肝煎。

その後は、中頸城郡の保阪貞吉や太田孫次右衛門、刈羽郡の西巻時太郎・飯塚弥一郎・村山吉次・山口権三郎・牧口荘三郎など大地主が取締役に就いた。

### 1943年当時の役員
第四銀行へ合併した1943年当時の役員（頭取を除く）は以下の通り。
- 専務取締役：青木信蔵、第四銀行への合併後は同行高田支店（百三十九銀行本店から改組）の支店長に就任[26]。
- 取締役：丸山安太郎 - 地主[8]。
- 取締役：山岸光享 - 地主。
- 取締役：飯塚知信 - 地主、柏崎銀行頭取を兼務。
- 取締役：田中大五郎 - 地主。
- 監査役：西巻兵一応 - 地主。
- 監査役：渡部多仲 - 地主。
- 監査役：山田正紀 - 地主、中頸城郡大鹿村長を兼務。

## 店舗
- 本店 - 第四銀行への合併後は同行高田支店へ改組し[28]、2009年（平成21年）に高田駅前支店と統合・移転の上、同行高田営業部に改組[29]。
- 柏崎支店 - 第四銀行への合併後は同行柏崎本町支店へ改名、第四銀行柏崎支店へ業務継承、廃止（1944年（昭和19年）4月28日）[30][31]。
- 直江津支店 - 第四銀行への合併後は同行直江津川端町支店へ改名、第四銀行直江津支店へ業務継承、廃止（1945年（昭和20年）4月22日）[31][32]。
- 名立支店 - 第四銀行への合併後は同行名立西支店へ改名、1943年7月22日廃止[31]。
- 百間町支店 - 1910年8月、直江津商業銀行百間町支店として開業、百三十九銀行百間町支店を経て、第四銀行への合併後は同行百間町支店となり、第四銀行直江津支店へ業務継承、廃止（1950年（昭和25年）1月15日）[32][33]。
- 下小町支店 - 1907年9月19日、高田商業銀行本店として開業、百三十九銀行下小町支店を経て、第四銀行への合併後は同行下小町支店となる[34]。
- 稲田支店 - 1924年6月30日開業、第四銀行への合併後は同行稲田支店へ改名[34]。
- 柿崎支店 - 1884年8月11日、受信社として開業、1886年（明治19年）5月26日に柿崎銀行へ改名、百三十九銀行柿崎支店を経て、第四銀行への合併後は同行柿崎支店となる[35]。
- 糸魚川支店 - 1883年2月1日、西頸城金融会社として開業、西頸城金融株式会社（1894年（明治27年）2月8日）、西頸城銀行（1903年（明治43年）1月19日）、越後銀行（1907年6月18日）、百三十九銀行糸魚川支店を経て、第四銀行への合併後は同行糸魚川支店となる[36]。
- 新井支店 - 1922年（大正11年）4月1日、新井派出所として開業、新井銀行合併を経て、第四銀行への合併後は同行新井支店となる[32]。
- 原之町支店 - 1907年3月1日、柿崎銀行原之町支店として開業、百三十九銀行原之町支店を経て、第四銀行への合併後は同行原之町支店となる[37]。1967年（昭和42年）7月1日、支店から出張所に改組[37]。
- 梶屋敷出張所 - 1913年（大正2年）7月10日、越後銀行梶屋敷支店として開業、百三十九銀行梶屋敷出張所を経て、第四銀行への合併後は同行梶屋敷出張所となる[36]。1950年12月25日、出張所から支店に改組[36]。
- 青海出張所 - 1914年（大正3年）3月20日、越後銀行青海支店として開業、百三十九銀行青海出張所を経て、第四銀行への合併後は同行青海出張所となる[38]。1948年（昭和23年）6月1日、出張所から支店に改組[38]。

### 高田まちかど交流館

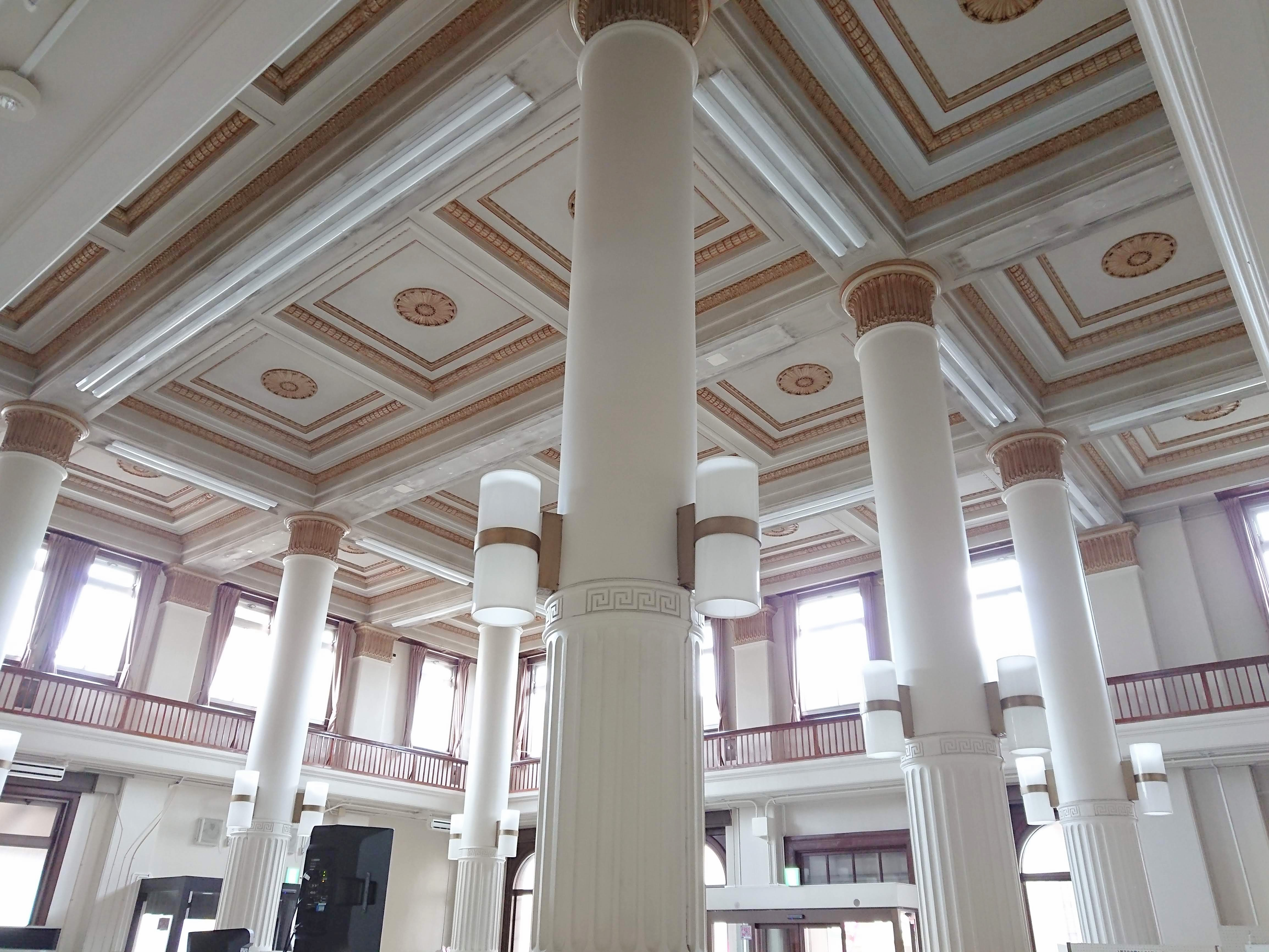
館内

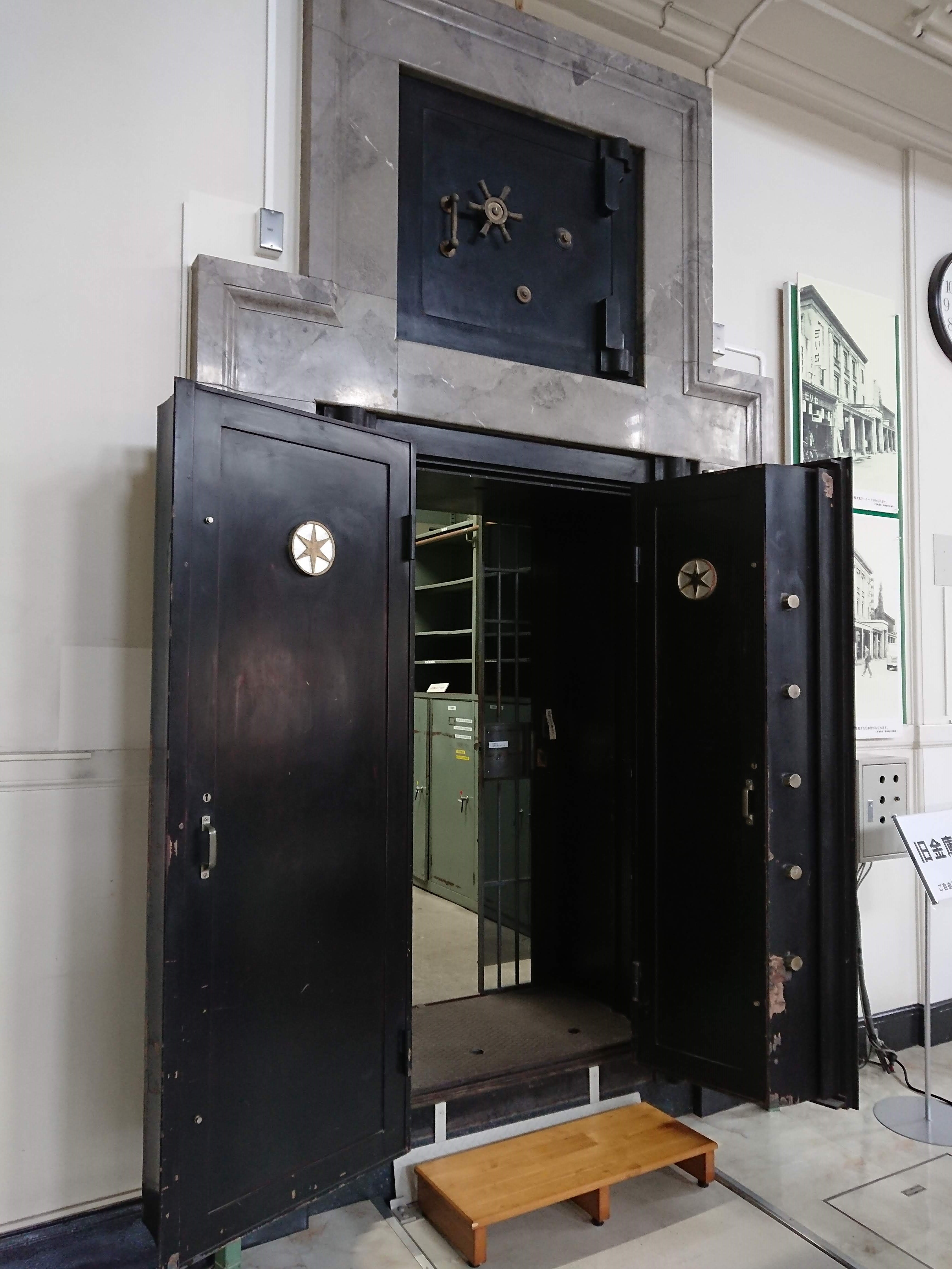
第四銀行の行章が入った金庫

百三十九銀行は営業規模を拡大していた昭和初期、15万円の工事費をかけて本店を建て替え、当時はまだ珍しかった地上3階・地下1階の鉄筋コンクリート造の洋風新店舗が1931年10月1日に完成した。竣工当初の本店建物は上越地方随一の大建築で、高田の街に偉容を添えるものであった。第四銀行への合併後も引き続き同行高田支店として利用され、1965年（昭和40年）6月23日の増築を経て、2009年に第四銀行が高田支店を高田営業部へ改組・移転するのに伴い、上越市へ寄贈された。しかし耐震診断により、同建物は事務所から集会施設へ転用するには建築基準法や消防法などに適合するよう改修が必要で、費用も4億5,000万円を要することが明らかになったことから、当面は事務所のままでの使用が決定した。そのため、旧本店建物は最初に改修された増築部分が市の文化振興課事務所に充てられたのを除き、臨時のイベント会場として活用される時期が続いたが、2017年（平成29年）8月より貸館施設とするべく諸法規に適合するよう改修工事が施され、2018年（平成30年）4月7日に「高田まちかど交流館」（たかだまちかどこうりゅうかん）としてオープンした。翌2019年（平成31年）3月には「旧第四銀行高田支店」の名称で、3枚の設計図を附（つけたり）として上越市指定有形文化財に指定された。上越市に現存する鉄筋コンクリート造建築物としては2番目の古さである。
高田まちかど交流館は、イベントなどでの貸館がない場合は無料で館内見学や休憩が可能である。1階の旧頭取室・旧金庫室・旧応接室の3部屋は展示室として開放されており、建物が竣工した1931年当時の写真や新聞記事、百三十九銀行に関する資料などが紹介され、2階展示室では彫刻家で上越教育大学名誉教授の峯田敏郎が市へ寄贈した作品が公開されている。
建物は古典主義様式を備え、外観の1階部分にルスチカ積みの石張りとオレンジ色の煉瓦タイルをあしらってアーチ形の枠付窓を取り付け、2・3階にはイオニア式の石貼4連柱と軒蛇腹を設けている。内部は漆喰仕上げで、配色は壁や天井を白色で、柱頭や格天井回りの縁飾りを茶系色で調和的に統一し、1・2階の吹抜ホール部には6本の柱台付コリント式円柱が立ち並ぶ。また、階段・手摺り・廊下の人造石の研ぎ出しや各部屋の木製建具は当時の優れた職人技を現代にも伝えている。
- 所在地：新潟県上越市本町三丁目3番2号[40]
- 開館時間：午前9時〜午後6時まで（ホールは午後10時まで貸館可能）[40]
- 休館日：毎月第2水曜日および年末年始（12月29日〜1月3日）[40]